# 武兆堤
武兆堤（1920年11月—1992年），原名董钢，男，山西襄汾人，生于美国匹兹堡，中国电影导演、剧作家，北京电影制片厂导演、编剧。